# LADME
LADME je kratica v farmakokinetiki in farmakologiji, ki izhaja iz angleščine in zajema bistvene lastnosti učinkovine, ki vplivajo na njeno zadrževanje v telesu. Te lastnosti definirajo kinetiko učinkovine, njeno zadrževanje v tkivih, zmožnost učinkovanja na ustrezni lokaciji v organizmu, nahajanje v aktivni obliki ter o njenem izločanju iz organizma.
- Liberation = sproščanje - zajema hitrost in način sprostitve učinkovine iz farmacevtske oblike. Gre za pomembno karakteristiko zdravila, kajti šele sproščena učinkovina je zmožna prehajati v tkiva in učinkovati. Če se na primer učinkovina iz tablete, ki jo zaužimo, ne sprosti ali se sprosti na napačnem mestu, zdravilni učinek ne more nastopiti, saj zdravilo sploh ne pride v tkivo, kjer bi moralo učinkovati.

- Absorption = absorpcija, vsrkavanje - pomeni prehajanje snovi v tkiva ali skozi njih. Pri peroralno zaužitem zdravilu se mora sproščena učinkovina najprej absorbirati skozi stene prebavil v krvni obtok, od tam pa v ciljna tkiva. Absorpcija je lahko otežena zaradi biološko prisotnih barier (na primer krvno-možganska pregrada). Nanjo lahko vplivamo z ustrezno lipofilnostjo spojine. Absorpcija odloča o biološki razpoložljivosti zdravila.

- Distribution = porazdelitev - po navadi pride učinkovina do mesta delovanja preko krvnega obtoka. Iz krvi se porazdeljuje v tkiva in organe. Količina, ki opredeljuje porazdeljevanje snovi med hidrofilnim (kri) in lipofilnim okoljem (celične membrane), se imenuje porazdelitveni koeficient. Porazdelitveni koeficient mora biti takšen, da učinkovina dovolj dobro prehaja celične membrane, hkrati pa se dobro porazdeljuje tudi v hidrofilni vsebini celice, kjer se običajno nahajajo tarčna mesta učinkovine.

- Metabolism = presnova - zdravila so podvržena fizičnim in kemičnim procesom presnove v hipu, ko pridejo v telo. Najpomembnejši organ, kjer potekajo presnovni procesi, so jetra. Na ta način telo pretvori molekule v obliko, ki jo lažje izloči. Zatorej so presnovki v primerjavi z učinkovino navadno bolje vodotopni. Z metabolizmom se pa po navadi tudi izniči ali spremeni aktivnost učinkovine. Včasih se pa spojina šele s presnovo pretvori v aktivno obliko; tedaj govorimo o predzdravilih.

- Elimination = izločanje - v telo vnesene spojine in njihovi presnovki se navadno izločijo skozi ledvice s sečem ali pa, če se v prebavilih niso absorbirale, z blatom. Pomembno je poznati čas zadrževanja učinkovine v telesu in način njenega izločanja.

Včasih se srečamo v farmakokinetiki tudi s kratico ADME, ki torej ne zajema sproščanja. Sproščanje je namreč pomembno le tedaj, ko učinkovino s pomožnimi snovmi vgradimo v določeno farmacevtsko obliko, jo obložimo, ... 
Način aplikacije močno vpliva na lastnosti, ki jih zajema koncept LADME. Na primer pri peroralni aplikaciji je v primerjavi s parenteralno aplikacijo zdravilo veliko bolj podvrženo nepopolni absorpciji, hitrejšemu metabolizmu in s tem nižji biološki uporabnosti.